# РФШ (футбольний клуб)
ФК «РФШ» (латис. FK RFS) — латвійський футбольний клуб з Риги. Виступає у Вищій лізі Латвії.
Заснований у 2005 році, клуб має синю домашню форму та білу виїзну форму з моменту заснування.

## Історія
Історія клубу почалася  2003 року, коли відомий латвійський тренер Володимир Бєляєв та футбольний агент, колишній гравець «Даугави», Андрій Бахарєв вирішили відновити загублені традиції ризької «Даугави». Було створено структурний підрозділ «Футбольний Клуб Даугава» при спортивному агентстві «БАЛТІК СЕРВІС». Як самостійна юридична особа клуб був зареєстрований у 2005 році. Почавши працювати з 12-13-річними хлопчаками у 2003 році (футболісти 1990 року народження), команда «Даугава» вже у 2009 році пробилася у Вищий дивізіон латвійського футболу. З 2009 року старшим тренером у клубі працював Володимир Пачко, також колишній футболіст «Даугави», що виступав за клуб у 80-х роках XX століття. Втім у дебютному для себе сезоні команда зайняла останнє 8 місце і вилетіла назад у Першу лугу, де грала наступні шість сезонів.
У сезоні 2015 року клуб зайняв 3-те місце в Першій лізі. Взимку 2016 року, коли стало відомо про проблеми «Сконто» з отриманням ліцензії ЛФФ-А, необхідної для участі у Вищій лізі, і про відмову клубу, який посів у минулому сезоні 2-те місце в Першій лізі — «Валмієри Гласс», від можливості претендувати на отримання відповідної ліцензії, Ризька футбольна школа стала претендентом на участь у Вищій лізі.
Згідно з рішенням комісії ЛФФ з ліцензування клубів від 29 січня 2016 року, Ризька футбольна школа могла отримати ліцензію ЛФФ-А у разі, якщо «Сконто» не подасть апеляцію на рішення про видачу ліцензії, або ж у випадку, якщо апеляція буде подана, але відхилена. РФШ могла подавати документи, необхідні для ліцензії ЛФФ-А, до 5 лютого.
11 лютого 2016 року комісія ЛФФ по апеляціях відхилила апеляційну скаргу «Сконто». У той же день відбулося засідання комісії ЛФФ з ліцензування клубів, на якому Ризькій футбольній школі було присвоєна ліцензія ЛФФ-А. Таким чином, клуб отримав право виступати у Вищій лізі.
РФШ тричі ставав чемпіоном Латвії у 2021, 2023 та 2024 роках, а також тричі вигравав Кубок Латвії — у 2019, 2021 та 2024 роках. 2022 року «РФШ» став лише другим латвійським клубом, який пройшов кваліфікацію до групового етапу єврокубку (після «Вентспілсу» у сезоні 2009–10) після перемоги над «Лінфілдом» у плей-оф.

## Склад команди
Станом на 1 травня 2025
| №  | Поз. | Нац.        | Гравець            |
| -- | ---- | ----------- | ------------------ |
| 1  | ВР   | Латвія      | Павелс Штейнборс   |
| 3  | НП   | Нігерія     | Віктор Осуагву     |
| 6  | ПЗ   | Гамбія      | Алфусейні Джатта   |
| 7  | НП   | Кот-д'Івуар | Ісмаель Діоманде   |
| 8  | НП   | Грузія      | Лаша Одішарія      |
| 9  | ПЗ   | Латвія      | Яніс Ікаунєкс      |
| 11 | ЗХ   | Латвія      | Роберт Савальньєкс |
| 13 | ВР   | Латвія      | Євгенійс Нєругалс  |
| 15 | НП   | Камерун     | Ростанд Нджікі     |
| 17 | НП   | Кот-д'Івуар | Седрік Куадіо      |
| 18 | ПЗ   | Латвія      | Дмитрійс Зеленковс |
| 19 | ПЗ   | Бразилія    | Вітіньо            |

| №  | Поз. | Нац.      | Гравець                |
| -- | ---- | --------- | ---------------------- |
| 21 | ЗХ   | Латвія    | Елвіс Стугліс          |
| 22 | НП   | Сербія    | Дарко Лемаїч           |
| 23 | ЗХ   | Албанія   | Херді Пренга           |
| 25 | ЗХ   | Чехія     | Петр Мареш             |
| 26 | ПЗ   | Сербія    | Стефан Панич           |
| 30 | ПЗ   | Гамбія    | Расід Нджіє            |
| 40 | ВР   | Камерун   | Фабріс Ондоа           |
| 43 | ЗХ   | Словенія  | Жига Ліпущек (капітан) |
| 49 | ПЗ   | Латвія    | Мартінс Кігурс         |
| 69 | ЗХ   | Україна   | Максим Деркач          |
| 77 | НП   | Мартиніка | Жеремі Порсан-Клеманте |

### Офіційні особи
| Посаду                       | Ім'я                 |
| ---------------------------- | -------------------- |
| Головний тренер              | Віктор Мороз         |
| Помічник тренера             | Володимир Заворонков |
| Тренер воротарів             | Антон Савченков      |
| Тренер з фізичної підготовки | Олег Семенов         |
| Фізіотерапевт                | Дмитро Єфременков    |
| Генеральний директор         | Маріс Верпаковскіс   |
| Спортивний директор          | Олександр Усов       |

## Досягнення
- Чемпіон Латвії (3): 2021, 2023, 2024
- Володар Кубка Вищої ліги (2): 2017, 2018.
- Володар Кубка Латвії (3): 2019, 2021, 2024.
- Володар Суперкубка Латвії (1): 2025

## Відомі гравці
- Ігор Корабльов
- Ніка Пілієв

## Головні тренери
- Володимир Бєляєв (2005—2009)
- Сергій Семенов (2009—2012)
- Ігор Степанов (2013—2014)
- Юрій Попков (2015—2016)
- Юрій Шевляков (в. о.; 2016)
- Олег Василенко (2016)
- Юрій Шевляков (2016)
- Андрій Калінін (2017)
- Вальдас Дамбраускас (2017—2020)